# جان ماري أوبري
جان ماري أوبري (بالفرنسية: Jean-Marie Aubry)‏ (3 أبريل 1969 فرنسا - ) هو لاعب كرة قدم فرنسي، يلعب كحارس مرمى، ولعب 281 مباراة.

## مسيرته

### مسيرته مع الأندية
- 1988 - 1995 لعب مع نادي أنجيه 149 مباراة.
- 1995 - 1998 لعب مع نادي ليل 99 مباراة.
- 1998 - 2001 لعب مع نادي موناكو 19 مباراة.
- 2001 - 2003 لعب مع نادي كاين 14 مباراة.

## روابط خارجية
- جان ماري أوبري على موقع رابطة كرة القدم الفرنسية للمحترفين (الإنجليزية)
- جان ماري أوبري على موقع قاعدة بيانات كرة القدم.إي يو (الإنجليزية)